# Asplenium variabile
Asplenium variabile är en svartbräkenväxtart som beskrevs av William Jackson Hooker. Asplenium variabile ingår i släktet Asplenium och familjen Aspleniaceae. Inga underarter finns listade.